# Pavle Ogrizović
Pavle Ogrizović (serbisch-kyrillisch Павле Огризовић; * 20. März 1990 in Belgrad, SFR Jugoslawien) ist ein ehemaliger serbischer Eishockeyspieler, der zuletzt Anfang 2017 beim HK Belgrad in der MOL Liga und der serbischen Eishockeyliga gespielt hat. 

## Karriere
Pavle Ogrizović begann seine Karriere als Eishockeyspieler im Nachwuchs des HK TAS Nowigrad Belgrad. Als 16-Jähriger debütierte er für den HK Partizan Belgrad in der serbischen Eishockeyliga und gewann 2007 mit dem Klub die serbische Meisterschaft. Daraufhin wechselte er für ein Jahr nach Übersee, wo er mit den Rogue Valley Wranglers in der Northern Pacific Hockey League spielte. 2008 kehrte er zu Partizan zurück, wo er bis Anfang 2017 spielte. In dieser Zeit gewann er bis auf 2011 und 2012, als er ausschließlich in der slowenisch dominierten Slohokej Liga spielte, sämtliche Meistertitel. 2011 und 2012 gewann er mit dem serbischen Rekordmeister jeweils die Slohokej Liga. Anfang 2017 wechselte er zum Lokalrivalen HK Belgrad in die multinationale MOL Liga, spielte für den Klub aber auch in den Playoffs der serbischen Eishockeyliga. Am Saisonende beendete er seine Karriere.

### International
Für Serbien nahm Ogrizović an der Division II der U-18-Weltmeisterschaft 2007 sowie den U-20-Weltmeisterschaften 2009 und 2010 teil.
Im Herrenbereich nahm Ogrizović mit der serbischen Auswahl erstmals an der Weltmeisterschaft 2010 in der Division I teil, als die Mannschaft absteigen musste. In den Folgejahren spielte er mit der Mannschaft vom Balkan bei den Weltmeisterschaften 2011, 2012, 2014, 2015 und 2017 in der Division II.

## Erfolge und Auszeichnungen
- 2007 Serbischer Meister mit dem HK Partizan Belgrad
- 2009 Serbischer Meister mit dem HK Partizan Belgrad
- 2010 Serbischer Meister mit dem HK Partizan Belgrad
- 2011 Gewinn der Slohokej Liga mit dem HK Partizan Belgrad
- 2012 Gewinn der Slohokej Liga mit dem HK Partizan Belgrad
- 2013 Serbischer Meister mit dem HK Partizan Belgrad
- 2014 Serbischer Meister mit dem HK Partizan Belgrad
- 2015 Serbischer Meister mit dem HK Partizan Belgrad
- 2016 Serbischer Meister mit dem HK Partizan Belgrad